# Jue (naczynie)
Jue – naczynie do wina w formie pucharu na trzech nóżkach, używane w starożytnych Chinach (epoki Shang i Zhou). Posiadało szeroki wlew z dwoma dzióbkami i dwa różki, służące do podwieszania naczynia.
Pierwsze naczynia typu jue, wykonywane początkowo z gliny, pojawiły się w okresie kultury Longshan (ok. 2500 p.n.e.-ok. 2000 p.n.e.). Ich upowszechnienie nastąpiło w okresie panowania dynastii Shang i Zhou; wyrabiano je wówczas z brązu i ozdabiano zazwyczaj motywem taotie. W późniejszych wiekach zaprzestano ich używania.